# فرهاد تراش (قروه)
فرهاد تراش، فرهاد تاش، فراتاش یا فَرای تاش در شهرستان قروه، بخش چهاردولی، روستای وینسار واقع شده و این اثر در تاریخ ۲ بهمن ۱۳۸۲ با شمارهٔ ثبت ۱۰۷۷۹ به‌عنوان یکی از آثار ملی ایران به ثبت رسیده است.